# Jelovec (Maribor)
Jelovec is een plaats in Slovenië en maakt deel uit van de gemeente Maribor in de NUTS-3-regio Podravska. De plaats telde 336 inwoners op 1 januari 2020.